# Kotasaari (ö i Saarijärvi, Horonjärvi)
Kotasaari är en ö i Finland. Den ligger i sjön Horonjärvi och i kommunen Saarijärvi i den ekonomiska regionen  Saarijärvi-Viitasaari och landskapet Mellersta Finland, i den centrala delen av landet, 290 km norr om huvudstaden Helsingfors. Öns area är 0,4 hektar och dess största längd är 100 meter i sydväst-nordöstlig riktning.